# Diecezja Kandy
Diecezja Kandy – diecezja rzymskokatolicka w Sri Lance, powstała w 1883 jako wikariat apostolski. Diecezja od 1886.

## Biskupi diecezjalni
- Clemente Pagnani, O.S.B. (1883 - 1911)
- Bede Beekmeyer, O.S.B. (1912 - 1935)
- Bernardo Regno, O.S.B. (1936 - 1958)
- Leo Nanayakkara, O.S.B. (1959 - 1972)
- Appasinghe Paul Perera (1973 - 1989)
- Joseph Vianney Fernando (1983 - 2021)
- Valence Mendis (od 2021)